# Jenny Brandt
Jenny Augusta Elisabeth Brandt, född 13 december 1867 i Hedvig Eleonora församling, Stockholm. död 17 april 1933 i Filipstad var en svensk balettdansös.
Hon blev elev vid Kungliga Baletten, premiärelev 1888 och premiärdansös 1889-1902.  Bland hennes roller fanns En yngling i Undina, Franz i Coppélia, och Abbedissan i Robert. Hon gjorde också viktigare roller i Slavisk bröllopslek, I Ungern och Pas des manteaux samt vidare i Wilhelm Tell, La Gioconda och Brudköpet.
Hon räknades som en av de främsta nio ballerinorna vid Kungliga Baletten tiden 1864-1901, jämsides Amanda Forsberg, Hilda Lund, Amalia Paulson, Agnes Christenson, Gunhild Rosén, Cecilia Flamand, Anna Westberg och Victoria Strandin.
Hon gifte sig 1902 med bergmästare Hjalmar Nordqvist. De blev föräldrar till disponenten Nils Gustav Nordqvist (1904–1999).